# Famille de La Guiche
 (avril 2024).
Si vous disposez d'ouvrages ou d'articles de référence ou si vous connaissez des sites web de qualité traitant du thème abordé ici, merci de compléter l'article en donnant les références utiles à sa vérifiabilité et en les liant à la section « Notes et références ».
La famille de La Guiche (ou de Laguiche) est une famille subsistante de la noblesse française, d'extraction médiévale, originaire de Bourgogne.
Elle  se distingua à la cour des duc de Bourgogne puis au service des rois de France et fut illustrée notamment par un évêque d'Agde en 1540, un grand maître de l'artillerie de France en 1578, un maréchal de France en 1619, des officiers généraux.

## Histoire
La famille de La Guiche doit son nom à la terre de La Guiche, en Saône-et-Loire. Elle est connue depuis Félix de la Guiche, chevalier, vivant en 1170. Sa filiation est prouvée selon les généalogistes depuis Hugues de la Guiche, damoiseau, vivant en 1296, ou Jean de La Guiche, signataire d'un traité de paix en 1383 entre le comte de Savoie et le sire de Beaujeu

## Personnalités
- Pierre de La Guiche (1464-1544), bailli de Mâcon, ambassadeur en Espagne et en Angleterre[3].
- Claude de La Guiche, évêque d'Agde en 1540, puis de Mirepoix et ambassadeur de France près le Saint-Siège.
- Philibert de La Guiche (1540-† 1607), grand maître de l'artillerie de France en 1578, x Éléonore fille de Charles de Chabannes de La Palice.
- Jean-François de La Guiche, † 1632, maréchal de France en 1619.
- Jean Roger de La Guiche (1719-1770), comte de La Guiche et de Sivignon, lieutenant général.
- Amable-Charles de La Guiche, fils du précédent, maréchal des camps et armés du roi, guillotiné en 1794.
- Louis-Henri de La Guiche, pair de France en 1815.
- Philibert Bernard de La Guiche (1815-1891), fils du précédent, capitaine d'état-major, homme politique d'opinion légitimiste (député et conseiller général de Saône-et-Loire).

## Généalogie

### Branche ainée
- Renaud (vers 1200), seigneur de La Guiche
  - Hidran (vivant en 1270), chevalier, seigneur de La Guiche
    - Hugues (vivant en 1288), damoiseau, seigneur de La Guiche
      - Joceran (vivant en 1308), damoiseau, seigneur de La Guiche
        - Guillaume (vivant en 1340), seigneur de La Guiche  X Isabeau de Nanton
          - Jean ( - 1390), seigneur de La Guiche X Marie de l'Espinasse
            - Gérard, chevalier, seigneur de La Guiche, de Nanton et de Chaumont, bailli de Charolais, bailli de Mâcon, sénéchal de Lyon X 1401 Marguerite de Pocquières
              - Jean
              - Jeanne x (1450 - Acte authentique disponible) Antoine de Chandieu, seigneur de Poule en Beaujolais
                - Claude (vivant en 1497), chevalier, seigneur de La Guiche, bailli de Mâcon, sénéchal de Lyon X 1) [14/01/1456] Claudine de La Baume,  X 2) Agnès ou Anne de Jaucourt
                  - (1) Jeanne, prieure de Marcigny-les-Nonains
                  - (1) N..., religieuse à Marcigny-les-Nonains
                  - (1) Marguerite X 1) Meraud, seigneur de Franchelins et de Gletteins, X 2) Guillaume de Roussillon, seigneur de Mespilia
                  - (2) Jean, chevalier, sans alliance
                  - (2) Pierre (1464 - 1544), chevalier, seigneur de La Guiche et de Chaumont, bailli d'Autun et de Mâcon, conseiller et chambellan du roi, X 1491 Marie de Chazeron
                    - Jacques (1496 - 1512)
                    - Gabriel (1497 - 1559), seigneur de La Guiche, de Chaumont, de Saint-Géran, de Torcy et de Coudun, bailli de Mâcon et gouverneur de Bresse, X 1540 Anne Soreau, dame de Saint-Géran
                      - Philibert ( - 1607), seigneur de La Guiche et de Chaumont, gouverneur de Lyon, grand maître de l'artillerie de France, X 1) 1570 Éléonore de Chabannes, dame de La Palice, X 2) Antoinette de Daillon
                        - (2) N... (mort jeune)
                        - (2) Marie Henriette (1600 - ), dame de Chaumont, X 1) Jacques de Goyon de Matignon, comte de Thorigny, X 2) 1629 Louis Emmanuel de Valois, duc d'Angoulème, dont postérité
                        - (2) Anne, X 1631 Henri de Schomberg, comte de Nanteuil, dont postérité
                        - (2) Éléonore ( - 1607)

                      - Claude ( - 1592), seigneur de Saint-Géran, colonel d'infanterie,  X 1566 Suzanne des Serpens, dame de Chitain
                        - Philibert (mort jeune)
                        - Jean-François (1569 - 1632), comte de La Palice, seigneur de Saint-Géran, maréchal de France, X 1) 1595 Anne de Tournon, dame de La Palice, X 2) Suzanne Aux-Épaules
                          - (1) Claude Maximilien (1603 - 1659), comte de Saint-Géran, de La Palice et de Jaligny, gouverneur du Bourbonnais, X 1619 Suzanne de Longaunay
                          - Bernard (1642 - 1696), comte de Saint-Géran, de La Palice et de Jaligny, X 1667 Françoise Madeleine Claude de Warignies
                            - N... (vers 1688 - ), religieuse

                          - (1) Marie Gabrielle ( - 1632), X 1614 Gilbert, baron de Chazeron, gouverneur du Bourbonnais, X 1627 Timoléon d'Épinay, marquis de Saint-Luc, maréchal de France
                          - (1) Jacqueline (1632 - 1651), X René, marquis de Bouillé, comte de Creance
                          - Marie, religieuse à Marcigny-les-Nonains
                          - (1) Suzanne, religieuse à Marcigny-les-Nonains
                          - (1) Louise, religieuse à Marcigny-les-Nonains
                          - (2) Marie (1632 - 1710), X Charles de Lévis, duc de Ventadour, dont postérité
                          - (2) Suzanne (1626 - 1647), sans alliance

                        - Antoine ( - 1577)
                        - Godefroy ( - 1627), seigneur de Chitain, X 1626 Antoine d'Albon, sans postérité
                        - François, abbé de Saint-Satur
                        - Françoise, X 1584 Gaspard Ier de Coligny, seigneur de Saligny, dont postérité
                        - Marguerite, X 1582 Philibert des Serpens, seigneur de Gondras
                        - Claude, X Élie de Gain, baron de Linars en Limousin
                        - Diane (1577 - 1657), abbesse de Cusset
                        - Péronne, prieure de Marcigny-les-Nonains
                        - Suzanne, religieuse à Marcigny-les-Nonains

                      - Jean, prieur de Sauxillanges puis baron de Bournoncle, X Françoise, dame de Lastic
                        - Louise, dame de Lastic, X Louis Antoine de La Rochefoucauld, seigneur de Chaumont et de Langheac

                      - François, abbé de Saint-Satur
                      - Péronne (vers 1555 - ?), X 1er juillet 1570 Louis, vicomte de Pompadour (? - 1591)

                    - Pierre (1500) - ), prieur de Losne
                    - Jeanne (1501 - ), X 1515 Jacques Palatin de Dyo, seigneur de Montpeyroux, dont postérité
                    - Marguerite (1502 - ), X Antoine de Montmorin, seigneur de Chastelar
                    - Jean (1504 - 1522), homme d'armes
                    - Jeanne (1506 - ), religieuse à Marcigny-les-Nonains
                    - Claude ( - 1553), prieur de Losne et de Saint-Pierre-de-Mâcon, abbé de Beaubec et d'Hautecombe, évêque d'Agde
                    - François, archidiacre de Tours, abbé de La Luzerne et de Saint-Satur
                    - Philibert, prieur d'Augerolles et de Sauxillanges
                    - Georges, → voir ci-dessous, branche de Georges
                    - Charles (1510 - 1569), seigneur de Saint-Aubin et de La Perrière, sans alliance
                    - Sébastien (1513 - ), prieur de Losne

                  - (2) Gérard, co-seigneur de Martigny-le-Comte, de Sainte-Foy et du Bois-Chevenon, seigneur de Noyers,  X 1513 Anne de Jaucourt
                    - Edme (1525 - 1547), seigneur de Martigny
                    - Anne, X François de Choiseul
                      - (2) Philibert, prieur de Sauxillanges
                      - (2) Guillaume, pronotaire du Saint-Siège, grand archidiacre de Mâcon
                      - (2) Jean, prieur de Losne
                      - (2) Catherine, X 1482 Philippe de Vienne, seigneur de Clervaux

          - Thibaut

  - Agnès (vivante en 1311)

### Branche cadette
- Georges (1507 - ), seigneur de La Perrière, de Sivignon, de Nanton et de Garnerans, panetier du roi et bailli de Chalon, X 1549 Marguerite de Beauvau
  - Antoine (1550 - 1574), lieutenant
  - Jean-Baptiste, capitaine au Régiment de Languedoc
  - Jean Gabriel ( - 1570), chevalier de Malte
  - Pierre-Calais ( - 1581), seigneur de Nanton, Saint-Jean-de-Lyon, chanoine de Mâcon
  - Jacques, seigneur de Sivignon, de Nanton, de La Garde en Maconnais, de Garnerans, de Murgières et de Bertonanches, X Renée de Châteauvieux, dame d'Arbent
    - Philibert ( - 1636), seigneur de Sivignon, maître de camp d'infanterie, X N... de Rye
      - Henri François (1623 - 1668), seigneur de Sivignon, capitaine au Régiment de cavalerie d'Uxeuil, X Claude Élisabeth de Damas, dame de Montmor
        - Nicolas Marie (1656 - 1723), seigneur de Sivignon, capitaine d'infanterie dans le Régiment d'Anjou, X 1682 Jeanne Baptiste Giraut
          - Claude Élisabeth (1685 - ), seigneur de Sivignon, X 1) 1711 Marie Anne de Brun, X 2) 1717 Louise Éléonore de Langheac
            - Jeanne Nicole (1718 - ), religieuse à l'abbaye de Saint-Julien de Dijon
            - Jean de La Guiche (1719 - 1770), X 1740 Henriette de Bourbon-Condé, dite Mademoiselle de Verneuil
              - Éléonor Léon (1745 - 1753)
              - Amable-Charles de La Guiche (1747 - 1794), colonel du Régiment de cavalerie de Bourbon, X 1777 Jeanne de Montoison
                - Louis-Henri de La Guiche (1777 - 1843), marquis de La Guiche, pair de France, X 1803 Amélie de Cléron d'Haussonville
                  - Antoinette-Marie (1804 - 1865), X 1827 Alexis Guignard de Saint-Priest
                  - Bernardine-Clotilde (1806 - 1873), X 1828 Léonard de Vallin
                  - Philibert Bernard de La Guiche (1815 - 1891), marquis de La Guiche, député de Saône-et-Loire, X 1850 Louise de Mortemart
                    - Amélie (1854 - 1889)
                    - Gabrielle (1856 - 1947) , X Amédée d'Harcourt, dont postérité
                    - Pierre (1859 - 1941), polytechnicien, marquis de La Guiche, X 1888 Alix Jeanne Marie d'Arenberg
                      - Jean Marie Philibert Victurnien (1889 - 1945), marquis de La Guiche, X Hélène Myriam Valentine Berthe von Fleury
                        - Philibert Marie Émile Auguste (1921 - 2000), marquis de La Guiche, X Madeleine Françoise Jeanne Marie de Gontaut-Biron
                          - Aleth Marguerite Marie Hélène (1948 - ), X François-Jean Marie Robert Olivier de Chastellux, dont postérité
                          - Jean François Marie (1950 - 2016), 6e marquis de La Guiche, X Anne de La Cropte de Chantérac
                            - Françoise (1980 - ), x Florent de Lille de Loture
                            - Charles (1982 - ), marquis de La Guiche, x Caroline Bader
                            - Hervé (1986 - ), prêtre
                            - Bruno (1988 - )
                            - Amélie (1990 - ), x Florian de Gésincourt

                          - Diane Anne Marie (1953 - ), X Étienne de Robin, Marquis de Barbentane, dont postérité
                          - Georges Renaud Marie de La Guiche, X Florence Souleau-Joffre
                          - Laure Marie Alix, X Bertrand de Cagny, dont postérité

                      - Claude Pascal Marie Adrien (1922 - 1944)
                      - François Marie Charles Joachim (1924 - ),  X Jacqueline Marie Henriette de Beaumont
                        - Hélène Anne Marie (1952 - ), X Gonzague de Jarnac de Gardépée de Salignac, dont postérité
                        - Béatrice Marie Henriette (1954 - ), X Laurent Chabannes, dont postérité
                        - Yolande Marie (1955 - ), X Renaud de Hauteclocque, dont postérité
                        - Delphine Patricia Chantal Marie (1962 - ), X Luc Giraud, dont postérité
                        - Laëtitia Marie Nathalie (1964 - ), X Pascal Rialland, dont postérité

                      - Renaud Jean Marie (1925 - 2007), X 1954 Anne Jeanne Ghislaine de Vogüé
                        - Baudouin Jacques Marie (1955 - ), X 1995 Anne Lepetitpas
                        - Alain (1956 - ), X Anne de Chabot
                          - Pierre Armand (1985 - ), X 2012 Charlotte Lefebvre
                          - Adélaïde (1986 - )
                          - Hélène (1988 - )
                          - Geoffroy (1990 - ), X 2023 Sixtine Choppin Haudry de Janvry

                        - Éliane Alix Marie Charlotte (1957 - ), X Olivier de Bouvet, dont postérité
                        - Isabelle (1960 - ), X Thibaut Picot de Moras d'Aligny, dont postérité
                        - Éric Marie Ghislain (1962 - ), X Marie d'Harcourt
                        - Ghislaine Bertrade Marie (1964 - ), X Cédric Henriot, dont postérité
                        - Claire Geneviève Marie (1964 - ), X Guillaume Durey de Noinville, dont postérité
                        - Marie-Aimée Caroline Anne (1966 - ), X Antoine Izarn, dont postérité

                      - Alix Clotilde Marie Mathilde (1929 - ), X Stanislas de Clermont-Tonnerre, dont postérité

                    - Charles Auguste Henri Victurnien (1892 - 1987)
                    - Bernard Philibert Victurnien (1894 - 1972), X Clotilde de Broglie-Revel
                      - Pierre Louis Antoine Philibert Marie (1924 - 1981), X Christiane Aline Marie Alice Aubertin
                        - Bernard Philippe Marie Philibert (1959 - ), X Laila El Kadre
                        - Anne-Marie Clotilde Alix Noëlle (1960 - ), X 1991 Jean-Marie Aoustin
                        - Véronique Denise Marie Pascaline (1962 - ), X 1987 Louis-Emmanuel Vergé, dont postérité

                      - Charles Philibert Antoine Louis Marie (1925 - )
                      - Armand Jean Philibert Louis Marie de Laguiche (1927 - ), X Liliane Marie Geneviève de Gourcuff
                        - Sylvie Marguerite Marie (1962 - )
                        - Charles-Louis Pierre Marie (1963 - ), X Sophie de Skowronski
                        - Henriette Hélène Marie (1964 - ), X Gabriel Barbara de la Beloterie de Boisséson, dont postérité

                      - Robert Charles Philibert Marie (1931 - ), X 1963 Isabelle Colonna-Walewski
                        - Cécile Marie Antoinette (1966 - ), X François d'Alverny, dont postérité
                        - Ariane Monique Clotilde Marie (1971 - ), X Benoît Mandosse, dont postérité
                        - Florence Annick Marie Pierre, X Thibaut le Roux de Bretagne

                    - Marguerite-Marie Renée Victurnienne (1895 - 1988)

                - Charles Marie (1822 - 1869)

              - Henriette Louise (1779 - 1863), X Henri de Châtenay

          - Guillemette Éléonore (1720 - ), religieuse à l'abbaye des Chazes en Auvergne
          - François Henri (1723 - )
          - Louise Marie Éléonore Élisabeth (1725 - ), religieuse à Port-Royal

        - Louis Nicolas, enseigne de vaisseau
        - Louise, religieuse aux filles de Sainte-Marie de Bourbon-Lancy
        - Henri (1653 - 1723)
        - Henri ( - 1686), chevalier de Malte
        - Gabriel Antoine ( - 1692),  seigneur de Chassy, capitaine de vaisseau
        - François Éléonor, seigneur de Commune
        - Henriette, X 1679 François de Baye, seigneur de Digoine

      - Ferdinand, seigneur de Garnerans
      - Philiberte, ursuline à Lyon
      - Catherine, religieuse à Cusset
      - Marie
      - Renée Henriette, X 1656 François de Sainte-Colombe, seigneur de l'Aubépin et de Larrey

  - 1578 Françoise, dame de Corcheval, X Guillaume d'Amanzé, seigneur de Chauffailles

## Armes
- De sinople au sautoir d'or[1].

## Titres
- Marquis héréditaire le 9 décembre 1815 puis marquis-pair héréditaire 31 août 1817 et 30 avril 1822[4]

## Propriétés
Au cours des siècles, la famille de La Guiche a possédé différentes propriétés, parmi lesquelles :
- château de La Guiche, à La Guiche, rasé sous Louis XI, en ruine ;
- château de Chaumont en Charolais, à Saint-Bonnet-de-Joux, fief de la branche ainée, célèbre pour ses écuries[5] ;
- château de Saillant, à Viry ;
- château de Sivignon, à Sivignon ;
- château de Martigny-le-Comte, à Martigny-le-Comte ;
- château de Jalogny, à Jalogny ;
- château de Nanton, à Nanton ;
- château de Commune, à Martigny-le-Comte ;
- château de Champvent, à La Guiche ;
- château de Saint-Géran, à Saint-Gérand-de-Vaux ;
- château de La Palice, à Lapalisse ;
- château de Sigy, à Sigy-le-Châtel ;
- château de Salvanet, à Saint-Priest-Taurion ;
- château d'Arlay, très ancienne propriété viticole, à Arlay ;
- château de Rochefort, à Asnières-en-Montagne ;
- Château de Salvanet ;
- Château d'Orcher.

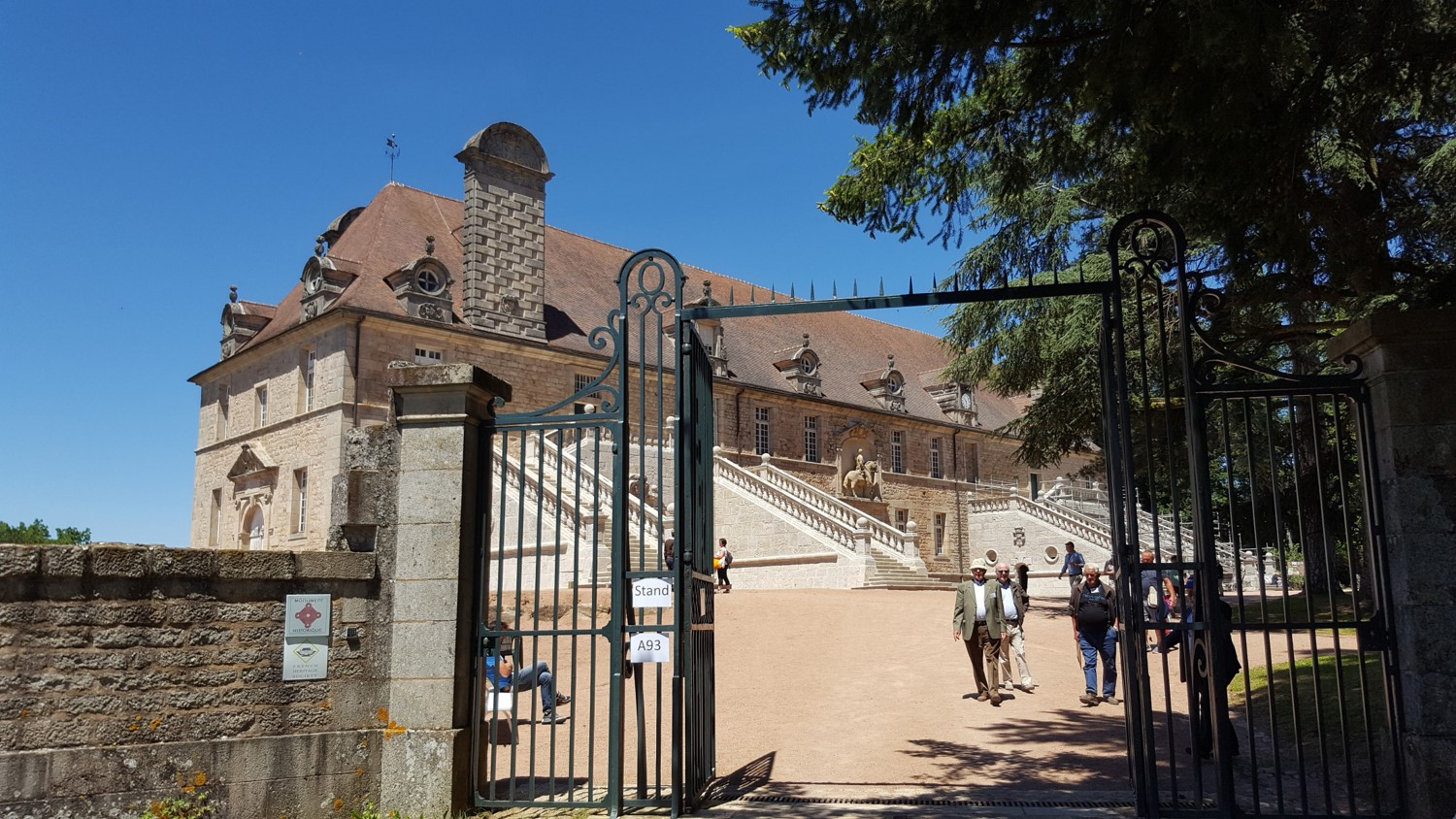
Ecuries du château de Chaumont en Charolais
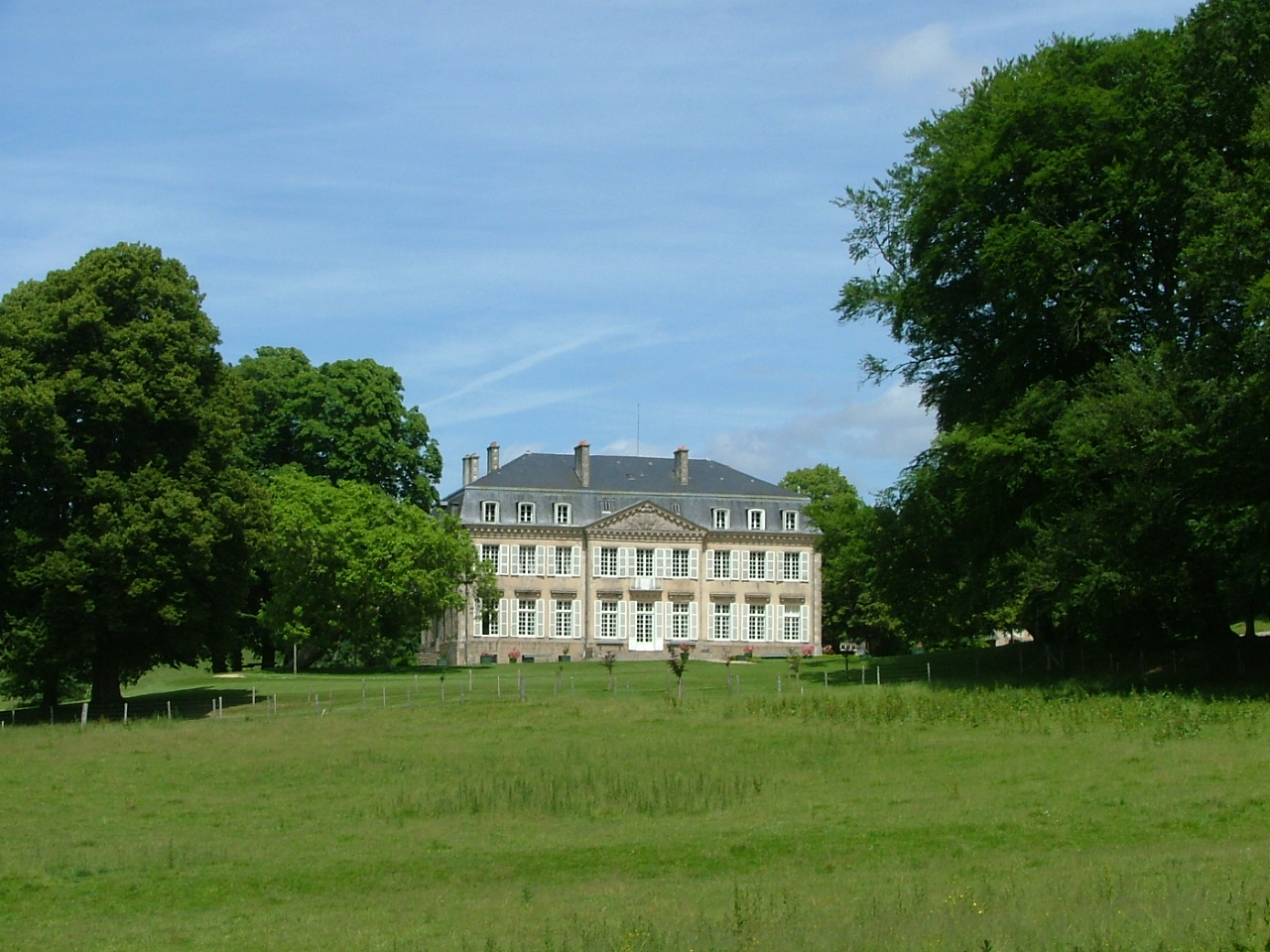
Château de Salvanet
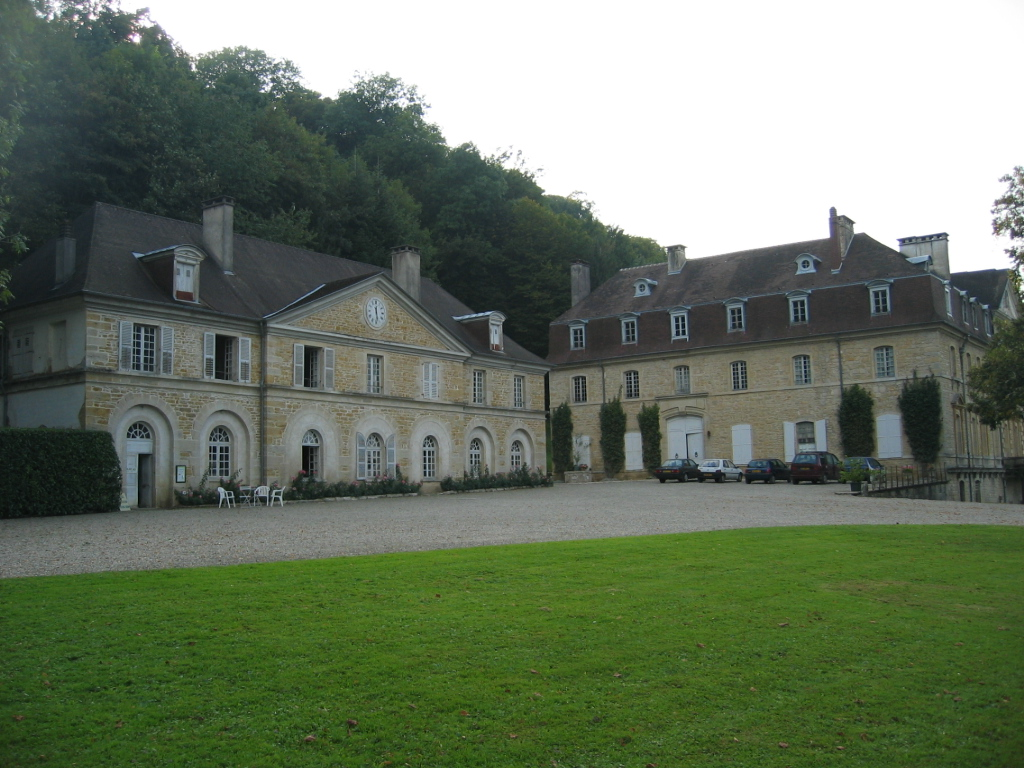
Château d'Arlay

## Alliances
Les principales alliances de la famille de La Guiche (ou Laguiche) sont : de Nanton, de Foudras, de Lespinasse (1365), de Pocquières (1401), de La Baume-Montrevel (1455), de Chazeron (1491), Soreau (1540), de Goyon, de Valois-Angoulême, de Lastic, des Serpens (1566), de Tournon (1595), de Longaunay (1619), de Warignies (1667), de Langeac (1717), de Bourbon-Verneuil (1740), de Clermont-Montoison (1777), de Cléron d'Haussonville (1822), de Rochechouart de Mortemart (1850), d'Harcourt (1881), d'Arenberg (1888), de Broglie (1922) de Beaumont (1952), de Clermont-Tonnerre (1952), Colonna Walewski (1963), d'Harcourt (1989), d'Alverny (1990), Le Roux de Bretagne (1995), de Chabot, Picot de Moras d'Aligny, de Robin de Barbentane, Roulleaux-Dugage (2000), de Coussemaker (2023), Choppin Haudry de Janvry (2023).

## Postérité
- Pierre de La Guiche (1464-1544) : son monument funéraire est toujours visible en l'église de La Guiche, à l'intérieur d'une chapelle construite sur caveau dans la première moitié du XVIe siècle[6]